# Škoda Elroq
La Škoda Elroq est un SUV électrique du constructeur automobile tchèque Škoda produit à partir de 2024 et commercialisé début 2025.

## Présentation

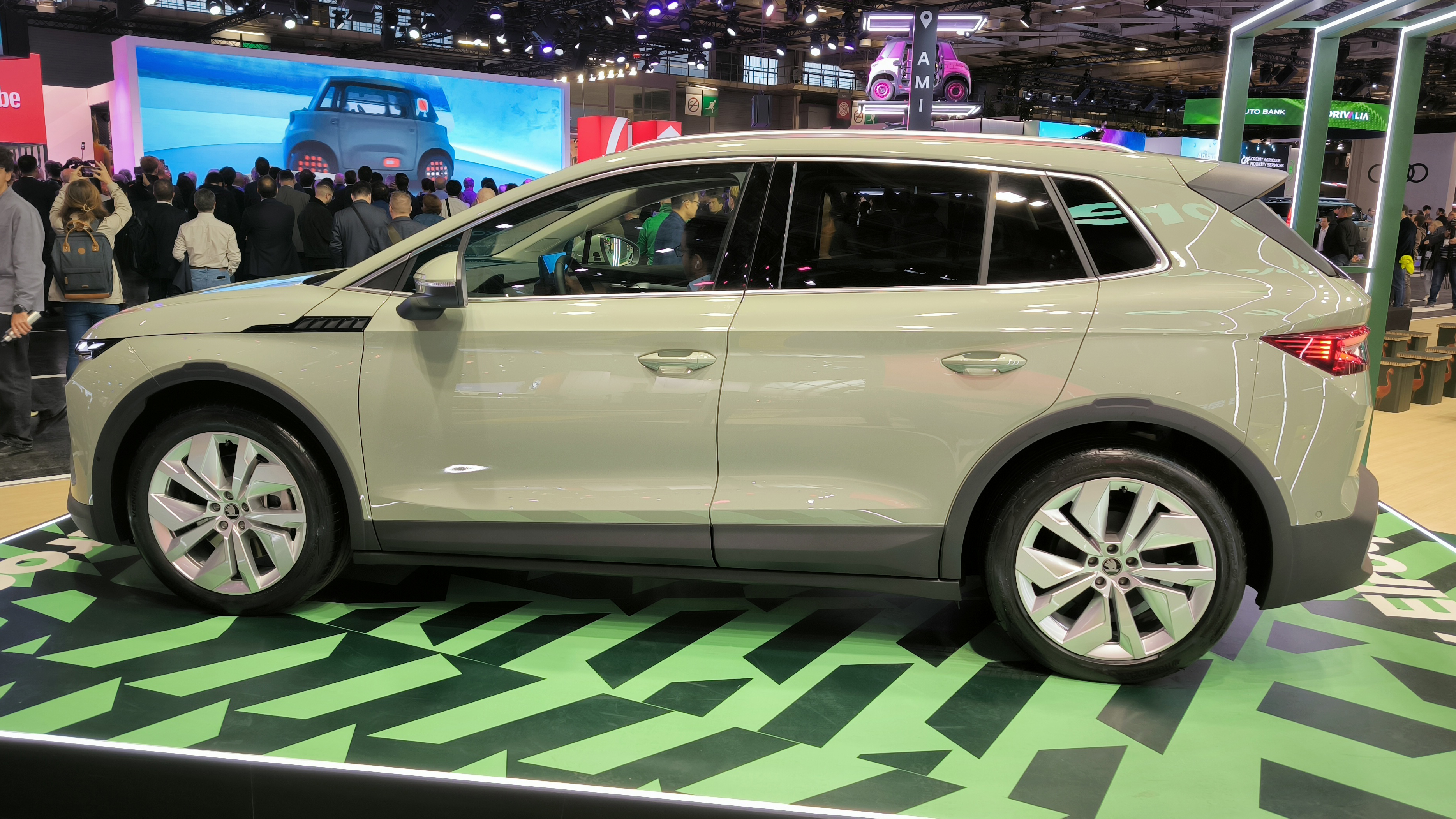
Škoda Elroq

La Škoda Elroq est dévoilée le 1er octobre 2024 avant sa présentation officielle au Mondial de l'automobile de Paris 2024.
Son nom est l'association de El pour électrique et roq pour le situer au niveau du Karoq thermique dans la gamme du constructeur, tout comme l'Enyaq est le pendant électrique du Kodiaq, et l'Epiq celui du Kamiq.
L'Elroq est produite en République chèque dans l’usine Skoda de Mlada Boleslav, aux côtés de l'Enyaq.

## Caractéristiques techniques
L'Elroq repose sur la plateforme technique MEB dédiée aux véhicules électriques du Groupe Volkswagen.

### Motorisations
L'Elroq propose 3 choix de batteries pour 4 versions : Elroq 50 avec une batterie d'une capacité utile de 52 kWh, Elroq 60 avec 58 kWh, Elroq 85 et 85X avec 77 kWh.
| Puissance moteur (kW)                        | 125                     | 150                     | 210         | 220         |
| Puissance maximale (ch)                      | 170                     | 204                     | 285         | 299         |
| Couple maximal (N m)                         | 310                     | 310                     | 545         | 545         |
| Vitesse maximale (km/h)                      | 160                     | 160                     | 180         | 180         |
| 0-100 km/h (s)                               |                         |                         |             |             |
| Transmission                                 | Propulsion              | Propulsion              | Propulsion  | Intégrale   |
| Masse à vide (kg)                            |                         |                         |             |             |
| Batterie                                     |                         |                         |             |             |
| Type                                         | Lithium Ion             | Lithium Ion             | Lithium Ion | Lithium Ion |
| Capacité brute (kWh)                         | 55                      | 63                      | 82          | 82          |
| Capacité utile (kWh)                         | 52                      | 58                      | 77          | 77          |
| Autonomie (km)                               | 370                     | 400                     | 560         |             |
| Consommation en cycle mixte (kWh/100 km)     |                         |                         |             |             |
| Masse de la batterie (kg)                    |                         |                         |             |             |
| Temps de recharge                            |                         |                         |             |             |
| sur une prise Wallbox 3,7 kW (0 à 100 %)     |                         |                         |             |             |
| sur une borne 11 kW (10 à 100 %)             |                         |                         |             |             |
| sur une borne rapide 175 kW (DC) (15 à 80 %) | 25 minutes (145 kW max) | 25 minutes (165 kW max) | 28 minutes  | 28 minutes  |

La version 85 est en 2 roue motrice propulsion. Seul la version X est en 4 roue motrice.

## Finitions

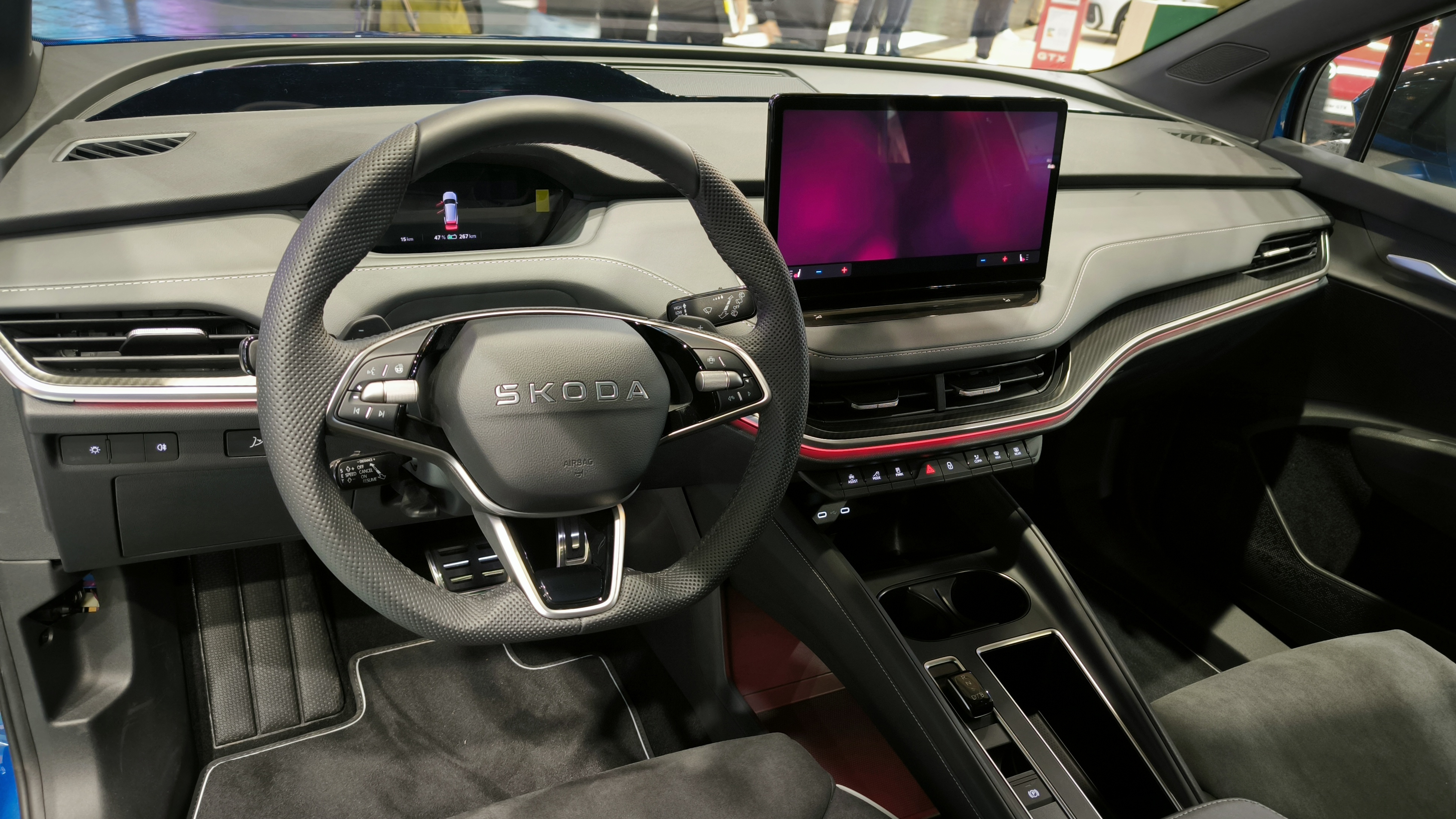
Vue intérieure.

- City
- Element
- Clever
- Plus

### Série spéciale
- Elroq Sportline[6]

## Concept car

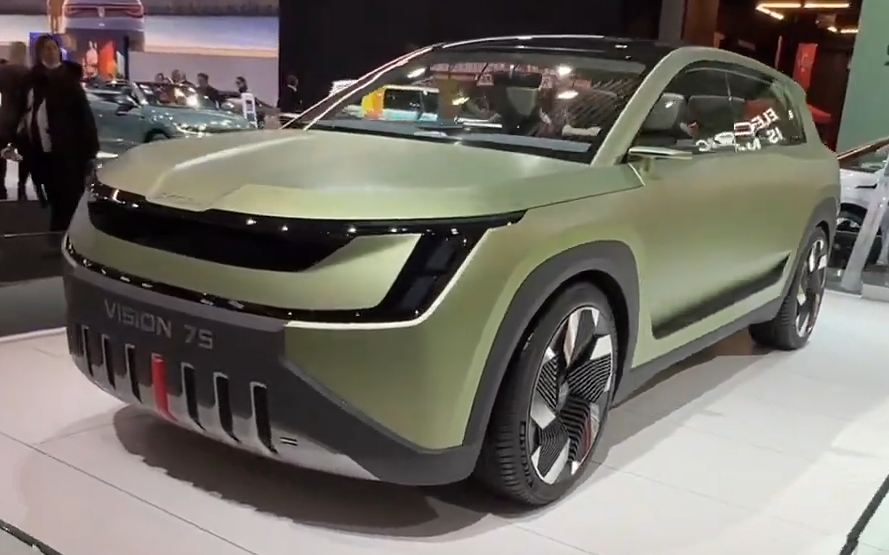
Škoda Vision 7S Concept (2022)

La Škoda Elroq est préfigurée par le concept car Škoda Vision 7S présenté en novembre 2022 à Prague définissant le nouveau design Modern Solid du constructeur.